# Tobaksfly
Tobaksfly, Athetis hospes är en fjärilsart som beskrevs av Christian Friedrich Freyer 1831. Tobaksfly ingår i släktet Athetis och familjen nattflyn, Noctuidae. Arten är ännu inte påträffad i Sverige. Inga underarter finns listade i Catalogue of Life.